# Gianfranco Cabiddu
Gianfranco Cabiddu (Cagliari, 3 dicembre 1953) è un regista, sceneggiatore e fonico italiano.

## Biografia
Si laurea al DAMS di Bologna in etnomusicologia.
La sua attività cinematografica inizia negli anni '80 in qualità di tecnico del suono nel teatro e nel cinema. Ha collaborato con Eduardo De Filippo.
Il suo primo lungometraggio da regista è del 1988: Disamistade, al quale partecipano, tra gli altri, Massimo Dapporto e Maria Carta.
Il suo secondo lungometraggio è Il figlio di Bakunin, del 1997, riduzione dall'omonimo romanzo di Sergio Atzeni. Da segnalare anche il lungometraggio-documentario Passaggi di tempo e, prima e dopo, una lunga serie di documentari, in particolare sulla Sardegna.
Organizzatore dei tre Festival delle isole, Cabiddu è attento alla produzione narrativa della cosiddetta Nuova letteratura sarda dei decenni a cavallo tra Novecento e Duemila, con scrittori quali Giuseppe Dessì, Sergio Atzeni, Flavio Soriga, Giulio Angioni. La sua filmografia è considerata, del resto, parte di una Nouvelle Vague artistico-letteraria che da qualche tempo comprende anche una cinematografia sarda autoctona
Nel 2017 riceve il David di Donatello per la migliore sceneggiatura adattata per La stoffa dei sogni. Il film è liberamente tratto dalla pièce L'arte della commedia di Eduardo De Filippo e dalla sua traduzione in napoletano de La tempesta di William Shakespeare.

## Filmografia

### Regista

#### Cinema
- Disamistade (1988)
- Il figlio di Bakunìn (1997)
- Passaggi di tempo - Il viaggio di Sonos 'e Memoria (2004)
- Faber in Sardegna & L'ultimo concerto di Fabrizio De André (2015)
- La stoffa dei sogni (2016)
- Il flauto magico di Piazza Vittorio, co-regia di Mario Tronco (2018)

#### Televisione
- Crimini - serie TV, episodio 1x08 (2007)

## Riconoscimenti
- Nastro d'argento
  - 1990 - Candidatura a miglior regista esordiente per Disamistade
- David di Donatello per la migliore sceneggiatura adattata per La stoffa dei sogni (2017)
- Globo d'oro al miglior film per La stoffa dei sogni (2017)